# Letitia Wrightová
Letitia Wright (* 31. října 1993 Georgetown, Guyana) je anglická herečka guyanského původu. V roce 2019 získala ocenění BAFTA v kategorii nejlepší Vycházející hvězda.

## Dětství a mládí
Wrightová se narodila ve městě Georgetown v jihoamerické Guyaně. Když měla sedm let, její rodina se přestěhovala do Londýna, kde také chodila do školy.

## Kariéra
Wrightová účinkovala ve školních divadelních hrách. Svou touhu po herecké kariéře pocítila až po sledování filmu Akeelah and the Bee. Herecký výkon Keke Palmer považovala za inspirativní.
Objevila se v několika anglických televizních seriálech a filmech. Průlom který ji katapultoval až do Hollywoodu nastal filmem Urban Hymn z roku 2015. Ve stejném roce se objevila v televizním seriálu Humans, kde získala periodickou roli.
V roce 2017 se objevila v televizním seriálu Černé zrcadlo. Za svůj herecký výkon získala nominaci na ocenění Primetime Emmy. O rok později získala roli Shuri, princezny z Wakandy, ve filmu Black Panther, který je součástí Marvel Cinematic Universe. O dva měsíce později vyšel film Avengers: Infinity War, ve kterém se Wrightová také objevila v roli Shuri.
V roce 2019 byla oceněna cenou BAFTA pro nejlepší vycházející hvězdu. Ve stejném roce vyšel také film Avengers: Endgame, kde si zopakovala roli Shuri.
Připojila se také k hereckému obsazení jako Gal Gadotová, Armie Hammer, Annette Benning, Emma Mackey zda Kenneth Brannagh ve filmu Smrt na Nilu, který by měl mít premiéru v září 2021. V roce 2020 přijala úloh dvojčat June a Jennifer Gibbonsová ve filmu The Silent Twins.
V roce 2022 se objevila ve filmu Black Panther: Wakanda nechť žije.

## Osobní život
Wrightová v roce 2018 přiznala že trpěla častými depresemi. Je silnou křesťankou a právě Bohu vděčí za to, že překonala deprese.

## Filmografie

### Film
| Rok  | Název                             | Role                | Poznámky         |
| ---- | --------------------------------- | ------------------- | ---------------- |
| 2011 | Random                            | Dívka č. 3          | TV film          |
| 2011 | Victim                            | Nyla                |                  |
| 2012 | Můj bratr ďábel                   | Aisha               |                  |
| 2014 | Glasgow Girls                     | Amal                | TV film          |
| 2015 | Urban Hymn                        | Jamie Harrison      |                  |
| 2018 | Cizinec ve vlaku                  | Jules Skateboarder  |                  |
| 2018 | Black Panther                     | Shuri               |                  |
| 2018 | Ready Player One: Hra začíná      | Reb                 |                  |
| 2018 | Avengers: Infinity War            | Shuri               |                  |
| 2019 | Guava Island                      | Yara Love           |                  |
| 2019 | Avengers: Endgame                 | Shuri               |                  |
| 2021 | Zpívej 2                          | Nooshy (hlas)       |                  |
| 2022 | Smrt na Nilu                      | Rosalie Otterbourne |                  |
| 2022 | Black Panther: Wakanda nechť žije | Shuri               |                  |
| 2022 | Obležený                          | Moses Washington    | také producentka |
| 2022 | Silent Twins                      |                     |                  |
| 2022 | Aisha                             | Aisha Osagie        |                  |

### Televize
| Rok  | Název          | Role           | Poznámky                                   |
| ---- | -------------- | -------------- | ------------------------------------------ |
| 2011 | Holby City     | Ellie Maynard  | díl: „Tunnel Vision“ a „Crossing the Line“ |
| 2011 | Top Boy        | Chantelle      | vedlejší role, 4 díly                      |
| 2013 | Coming Up      | Hannah         | díl: „Big Girl“                            |
| 2014 | Honba za stíny | Taylor Davis   | díl: „Only Connect: Part 1 & 2“            |
| 2015 | Banana         | Vivienne Scott | vedlejší role, 3 díly                      |
| 2015 | Cucumber       | Vivienne Scott | vedlejší role, 2 díly                      |
| 2015 | Pán času       | Anahson        | díl: „Čelit havranovi“                     |
| 2016 | Humans         | Renie          | vedlejší role (2. řada)                    |
| 2017 | Černé zrcadlo  | Nish           | díl: „Černé muzeum“                        |
| 2020 | Sekerka        | Altheia Jones  | díl: „Mangrove“                            |
| 2021 | I Am Danielle  | Danielle       | díl: „I Am Danielle“                       |